# Gerbille occidentale
Gerbillus occiduus
Espèce
Statut de conservation UICN

 DD  : Données insuffisantes
La Gerbille occidentale, (Gerbillus occiduus ou Gerbillus (Gerbillus) occiduus) est une espèce qui fait partie des rongeurs. C'est une gerbille de la famille des Muridés, endémique du Maroc.